# Making Music (album de Bill Withers)
Pour les articles homonymes, voir Making Music.
Albums de Bill Withers
+'Justments
(1974) Naked & Warm
(1976)
Singles
1. Make Love to Your Mind
Sortie : décembre 1975
2. I Wish You Well
Sortie : mars 1976
3. Hello Like Before
Sortie : juin 1976

Making Music est le quatrième album studio de l'auteur-compositeur-interprète américain Bill Withers, sorti le 8 novembre 1975 chez Columbia Records.

## Historique et réception
Making Music est le premier album de Bill Withers sorti chez Columbia Records (ou CBS en dehors de l'Amérique du Nord) en raison de la faillite de Sussex Records en juillet 1975. L'album a notamment atteint la 7e place du classement des albums soul américain du Billboard. Le titre Making Friends apparaît également au verso de la pochette.

## Singles
Trois singles sont extraits de l'album, dont les deux premiers se sont classés dans les hit-parades américains. Le premier, Make Love to Your Mind, atteint la 10e place du hit-parade soul ainsi que la 76e place du Billboard Hot 100. Le deuxième single de l'album, I Wish You Well, atteint la 54e place du hit-parade soul de Billboard.

## Liste des titres
Toutes les chansons sont écrites et composées par Bill Withers, sauf indication contraire.
| 1. | I Wish You Well        |                              | 3:57 |
| 2. | The Best You Can       | - Withers - Benorce Blackmon | 2:33 |
| 3. | Make Love to Your Mind |                              | 6:23 |
| 4. | I Love You Dawn        |                              | 2:36 |
| 5. | She's Lonely           |                              | 5:15 |

| 6.  | Sometimes a Song          | - Withers - Raymond Jackson         | 4:44 |
| 7.  | Paint Your Pretty Picture |                                     | 5:43 |
| 8.  | Family Table              | - Withers - Diane Gonneau           | 3:13 |
| 9.  | Don't You Want to Stay?   | - Withers - Melvin Dunlap - Jackson | 4:03 |
| 10. | Hello Like Before         | - Withers - John Collins            | 5:29 |

## Crédits
Musiciens
- Bill Withers – chant principal et chœurs, guitare acoustique
- Dennis Budimir – guitare acoustique
- George Johnson – guitare électrique
- Ray Parker Jr. – guitare électrique
- David T. Walker – guitare électrique
- Wah-Wah Watson – guitare électrique, effets de guitare
- Larry Nash – claviers, synthétiseur ARP, mélodica, arrangements rythmiques
- Dave Grusin – claviers (8), synthétiseur ARP (8)
- Louis Johnson – basse (1-7, 9, 10)
- James Jamerson – basse (8)
- Harvey Mason – batterie
- Ralph MacDonald – percussion
- Ernie Watts – saxophone soprano (10)
- Paul Riser – arrangements de cordes et cuivres
- Tom Bahler – chœurs
- Jim Gilstrap – chœurs
- Augie Johnson – chœurs
- Myrna Matthews – chœurs
- Caroline Willis – chœurs

Production
- Bill Withers – producteur
- Larry Nash – producteur
- Phil Schier – ingénieur du son
- Bob Merritt – ingénieur du son adjoint
- John Brogna – conception
- Ron Coro – conception
- Ed Caraeff – photographie

## Classements
| Classement (1975–76)       | Meilleure position |
| -------------------------- | ------------------ |
| États-Unis (Billboard 200) | 81                 |
| États-Unis (Top Soul LPs)  | 7                  |

| Classement (1976)         | Position |
| ------------------------- | -------- |
| États-Unis (Top Soul LPs) | 37       |